# ماماری ترائوره
ماماری ترائوره (انگلیسی: Mamary Traoré؛ زادهٔ ۲۹ آوریل ۱۹۸۰) بازیکن فوتبال اهل فرانسه است.
از باشگاه‌هایی که در آن بازی کرده‌است می‌توان به باشگاه ورزشی مون‌پلیه و باشگاه فوتبال ناوال اشاره کرد.
وی همچنین در تیم ملی فوتبال مالی بازی کرده‌است.